# Sejães (Póvoa de Varzim)
Sejães é um lugar e aldeia da Póvoa de Varzim, na freguesia de Terroso, que no censo de 2001 tinha 296 habitantes.
Localizam-se na aldeia o Jardim de Infância de Sejães para crianças com menos de 6 anos. A mamoa de Sejães é um monumento pré-histórico localizado no lugar de Sejães.